# Mahoromi - Visioni spazio temporali
Mahoromi - Visioni spazio temporali (マホロミ 時空建築幻視譚?, Mahoromi: Jikū kenchiku genshi tan) è un manga scritto e disegnato da Kei Toume, pubblicato dalla Shōgakukan su Big Comic Spirits dal 1º febbraio 2010 al 6 marzo 2015.  
In Italia la serie è stata pubblicata dalla RW Edizioni mediante la propria etichetta Goen, dal 27 febbraio 2016 al 30 luglio 2021. 

## Trama
Dopo la morte di suo nonno, il giovane Niwa si ritrova ad abitare in una vecchia casa progettata da suo nonno. Il giovane incontra inoltre una ragazza, che sembra nascondere un grande segreto, inerente alle "visioni spazio temporali" a cui Niwa è soggetto.

## Manga
Nell'edizione italiana del manga, ogni capitolo è denominato file e seguito dal rispettivo numero.
| 1 | 30 gennaio 2012 | ISBN 978-4-09-184336-4 | 27 febbraio 2016 | ISBN 978-8-86-712479-4 |
| 1 | Capitoli - 1. Le memorie della casa #1 - 2. Le memorie della casa #2 - 3. La fotografia del nonno #1 - 4. La fotografia del nonno #2 - 5. I ricordi del mare #1 - 6. I ricordi del mare #2 |                        |                  |                        |
| 2 | 28 febbraio 2013 | ISBN 978-4-09-185134-5 | 25 giugno 2021   | ISBN 978-88-9284-112-3 |
| 2 | Capitoli - 7. La casa di mia madre #1 - 8. La casa di mia madre #2 - 9. La casa di mia madre #3 - 10. La casa di mia madre #4 - 11. Gli studenti di architettura #1 - 12. Gli studenti di architettura #2 - 13. Gli studenti di architettura #3 - 14. Gli studenti di architettura #4 - 15. Gli studenti di architettura #5 - 16. Un fulmine a primavera                                                            |                        |                  |                        |
| 3 | 28 febbraio 2014 | ISBN 978-4-09-186086-6 | 16 luglio 2021   | ISBN 978-88-9284-114-7 |
| 3 | Capitoli - 17. Un accenno di ciliegi in fiore #1 - 18. Un accenno di ciliegi in fiore #2 - 19. Un accenno di ciliegi in fiore #3 - 20. Un accenno di ciliegi in fiore #4 - 21. Un accenno di ciliegi in fiore #5 - 22. Il cinema dove andavo con lei #1 - 23. Il cinema dove andavo con lei #2 - 24. Il cinema dove andavo con lei #3 - 25. Il cinema dove andavo con lei #4 - 26. Il cinema dove andavo con lei #5 |                        |                  |                        |
| 4 | 30 aprile 2015 | ISBN 978-4-09-187083-4 | 30 luglio 2021   | ISBN 978-88-9284-134-5 |
| 4 | Capitoli - 27. Il vento sul condominio #1 - 28. Il vento sul condominio #2 - 29. Il vento sul condominio #3 - 30. Il vento sul condominio #4 - 31. Il vento sul condominio #5 - 32. La sedia del nonno #1 - 33. La sedia del nonno #2 - 34. La sedia del nonno #3 - 35. La sedia del nonno #4 - 36. La sedia del nonno #5                                                                                           |                        |                  |                        |